# José Joaquín Pesado
José Joaquín Pesado Pérez (San Agustín del Palmar, Puebla, Nueva España, 9 de febrero de 1801 - Ciudad de México, 3 de marzo de 1861) fue un escritor, periodista y político mexicano.

## Biografía
José Joaquín Pesado nació el 9 de febrero de 1801 en San Agustín del Palmar, en la Intendencia de Puebla de los Ángeles. Hijo de Domingo Pesado, originario de Caldas de Reyes, en Galicia, y de Josefa Francisca Pérez Sarmiento Casado y Toro, originaria de San Andrés Tuxtla, Veracruz. Su padre murió en 1808 y su madre se trasladó a Orizaba, donde bajo su vigilancia, el joven estudió sin otro maestro, pero demostrando una gran dedicación al estudio. A los 20 años contaba ya con "abundantes, variados y sólidos conocimientos" en varias materias, incluyendo varios idiomas, entre ellos el latín.
Fue militante del partido liberal moderado, diputado de la Legislatura del estado de Veracruz, vicegobernador de ese estado, ministro del Interior durante el gobierno del presidente Anastasio Bustamante en 1838, quedando también encargado del Ministerio de Relaciones Exteriores, puesto en el que tuvo que afrontar la primera intervención francesa en México al puerto de Veracruz y promulgar la declaración oficial de guerra contra Francia, así como negociar un Tratado de Paz con mediación inglesa en el cual convino el pago de indemnización a Francia por 600 mil pesos.  
El 29 de julio de 1846, José Joaquín Pesado fue nombrado ministro de Relaciones Exteriores, Gobernación y Policía por el presidente Nicolás Bravo, en cuya gestión orientó más sus esfuerzos a la política interna del país.  Deja el cargo debido al levantamiento de Mariano Salas, ocupando en adelante cargos de menor importancia.
Junto con Modesto Francisco de Olaguíbel fue redactor para el periódico La Oposición difundiendo ideas liberales, en tiempos de Valentín Gómez Farías, sin embargo, habría de pasarse más tarde al partido conservador, del cual habría de convertirse en el principal escritor y prominente político de ese bando, tras la muerte de Lucas Alamán.  Junto con José Bernardo Couto, su primo hermano, y Manuel Carpio, formó parte del jurado que evaluó la letra para el Himno Nacional Mexicano, emitiendo su fallo el 3 de febrero de 1854 eligiendo al presentado por Francisco González Bocanegra.
Fue miembro de la Academia de Letrán, en 1835 formó parte de la nómina de la Academia de la Lengua, antecedente a la Academia Mexicana de la Lengua, y fue miembro correspondiente de la Real Academia Española.
De notable importancia es su obra Los aztecas, libro que incorpora antiguos cantos mexicanos escrito traducidos con la ayuda de Faustino Galicia Chimalpopoca, profesor de náhuatl en el antiguo Museo Nacional.  Esta obra es una antología poética que constituye el primer intento literario por incorporar el legado poético de los antiguos mexicanos a la cultura mexicana.
La poesía de José Joaquín Pesado se llegó caracterizar por un profundo sentimiento cristiano.
Muere el 3 de marzo de 1861 en la Ciudad de México.

## Obras
Entre sus obras publicadas se cuentan las novelas El inquisidor de México y El amor frustrado, y el poemario Los aztecas.